# لوانتي
لوانتي (بالإنجليزية: Lunati)‏، والمعروفة مسبقًا بـماين‌تيست (بالإنجليزية: Minetest)‏ هي نظام تصنيع ألعاب فوكسل حرة مفتوحة المصدر مكتوبة بلغة سي++، وتستعمل محرك إرليخت. تعد لوانتي متعددة المنصات، وتعمل على نظم تشغيل ويندوز ولينكس وماك أو إس ومشتقات توزيعة برمجيات بيركلي وأندرويد.